# دوایت لوئیس
دوایت لوئیس (انگلیسی: Dwight Lewis؛ زادهٔ ۷ اکتبر ۱۹۸۷) بازیکن بسکتبال اهل ونزوئلا-ایالات متحده آمریکا است.
وی در مسابقات کشوری و بین‌المللی در مجموع برندهٔ ۲ مدال طلا شده‌است.